# Estação Ferroviária de Santa Iria

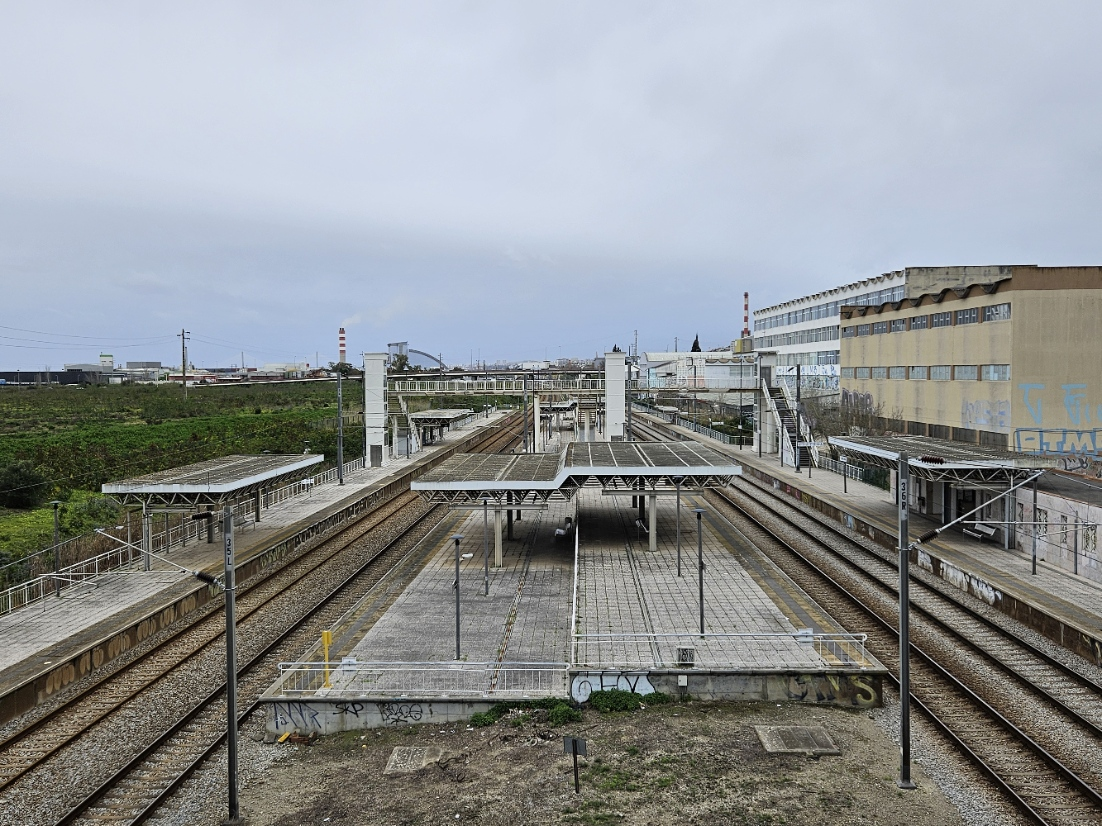
Estação de Santa Iria, em 2025, vista a partir do viaduto adjacente do lado nordeste

A Estação Ferroviária de Santa Iria é uma estação da Linha do Norte, que se situa na localidade de Santa Iria da Azóia, no município de Loures, em Portugal. É utilizada pelos serviços das Linhas de Linha de Sintra e Azambuja da rede de comboios suburbanos de Lisboa, da operadora Comboios de Portugal.

## Descrição

### Localização e acessos
A estação encontra-se junto à localidade de Santa Iria da Azóia, possuindo acesso pela Rua Horta de Bacelos. Uma pequena zona industrial rodeia o apeadeiro.

### Serviços
Nos dias úteis passam, durante todo o dia, comboios com periodicidade de meia-hora em ambos os sentidos, que fazem a ligação entre Castanheira e Alcântara-Terra, e, nas horas de ponta, também a aparecer a cada meia-hora em ambos os sentidos, comboios que ligam Alverca a Sintra. Aos fins-de-semana e feriados, circulam comboios a cada meia-hora (nas horas de ponta), no troço entre Azambuja e Santa Apolónia, durante todo o dia.

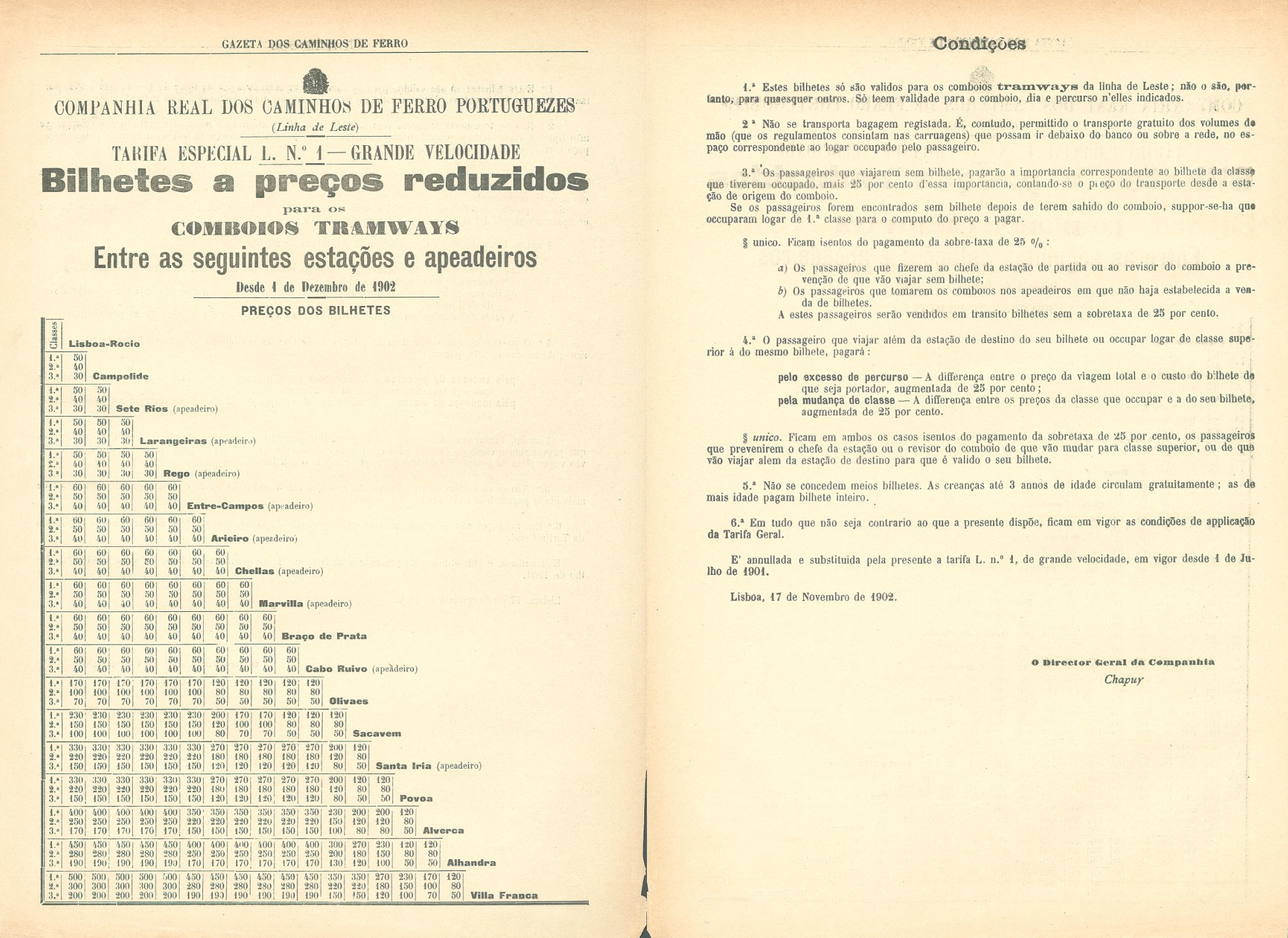
Anúncio de 1902 da Companhia Real: Santa Iria aparece com a categoria de apeadeiro.

## História
A estação de Santa Iria faz parte do lanço da Linha do Norte entre Lisboa-Santa Apolónia e o Carregado, que foi inaugurado em 28 de Outubro de 1856 pela Companhia Central e Peninsular dos Caminhos de Ferro em Portugal, e posteriormente passado para a exploração da Companhia Real dos Caminhos de Ferro Portugueses.

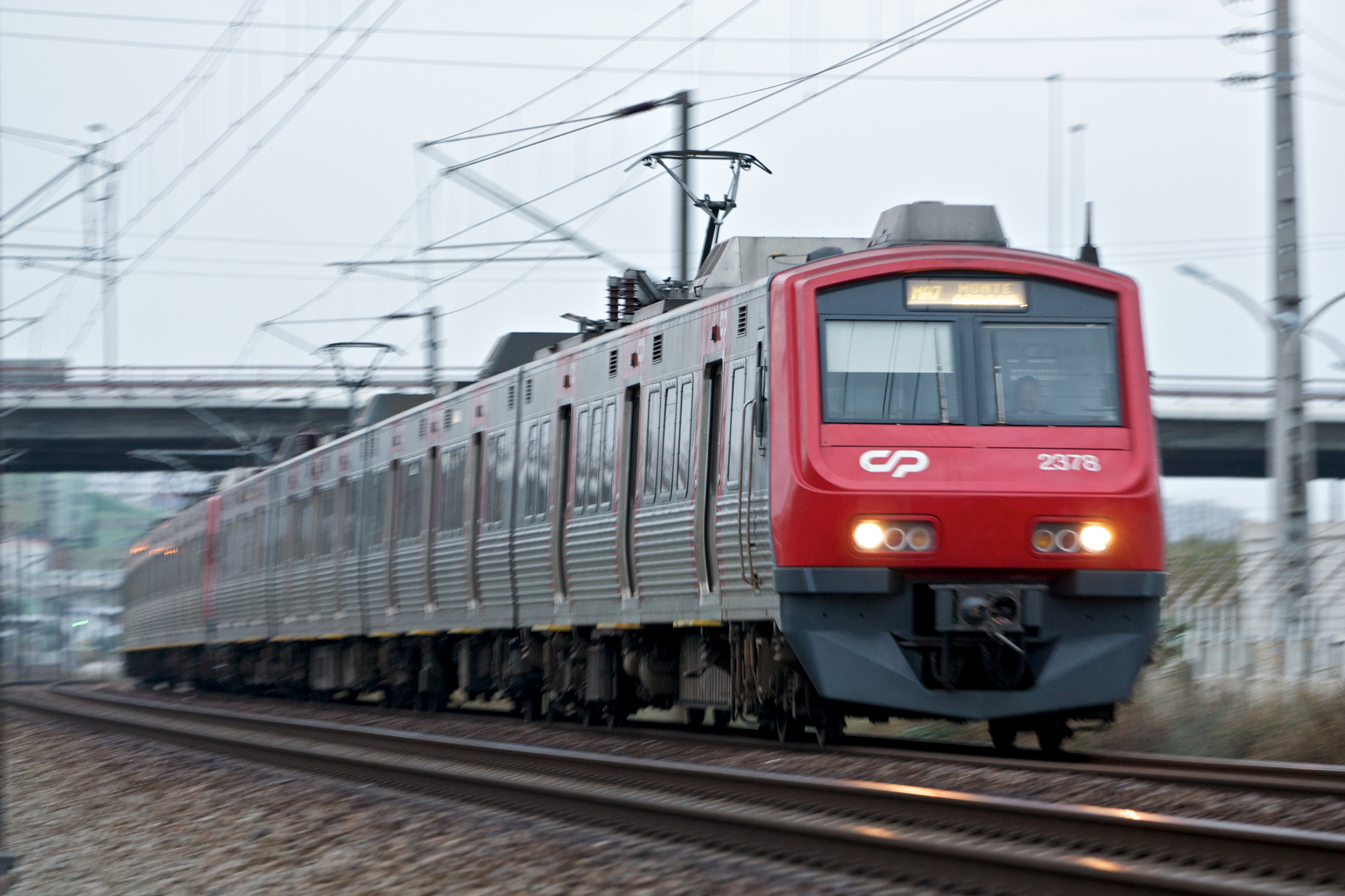
Comboio Urbano perto da estação de Santa Iria, em 2011

Na década de 1980, a Companhia dos Caminhos de Ferro Portugueses iniciou um grande programa de modernização da Linha do Norte, que incluía a renovação da via férrea e quadruplicação entre Braço de Prata e Alverca, a instalação de novos equipamentos de sinalização, e a construção de novos edifícios de estação, incluindo o de Santa Iria.